# Molecular Cell
Molecular Cell — це рецензований науковий журнал, з частковим відкритим доступом, видавництва Cell Press (Elsevier), який висвітлює дослідження біології на молекулярному рівні.
Molecular Cell був заснований у 1997 році та виходить два рази на місяць. Його імпакт-фактор 2021 року становить 19,328.
Molecular Cell публікує відносно невелику кількість статей, до 15 статей на номер, що охоплюють дослідження захворювань людини, зосереджуючись на молекулярному аналізі. Теми включають експресію генів, процесинг РНК, реплікацію, рекомбінацію та репарацію, структуру, шаперони, рецептори, трансдукцію сигналу, клітинний цикл, метаболізм та інші.
Більшість статей, опублікованих у Molecular Cell, є статтями у форматі, звичному для Cell. Однак він також публікує короткі статті (до 6 опублікованих сторінок), які роблять цілеспрямовані внески щодо питань загального інтересу.

## Цілі та сфера застосування
Molecular Cell прагне публікувати найкращі дослідження з молекулярної біології. Журнал охоплює основні клітинні процеси, зокрема:
- Реплікація, рекомбінація та репарація ДНК
- Біологія хроматину та організація геному
- Транскрипція
- Процесинг і розпад РНК
- Функція некодуючих РНК
- Трансляція
- Згортання білків, модифікація та контроль якості
- Шляхи передачі сигналу
- Клітинний цикл і контрольні точки
- Апоптоз
- Автофагія
- Метаболізм